# Hypnum procerrimum
Hypnum procerrimum är en bladmossart som beskrevs av Molendo 1866. Hypnum procerrimum ingår i släktet flätmossor, och familjen Hypnaceae. Arten har ej påträffats i Sverige. Inga underarter finns listade i Catalogue of Life.

## Bildgalleri

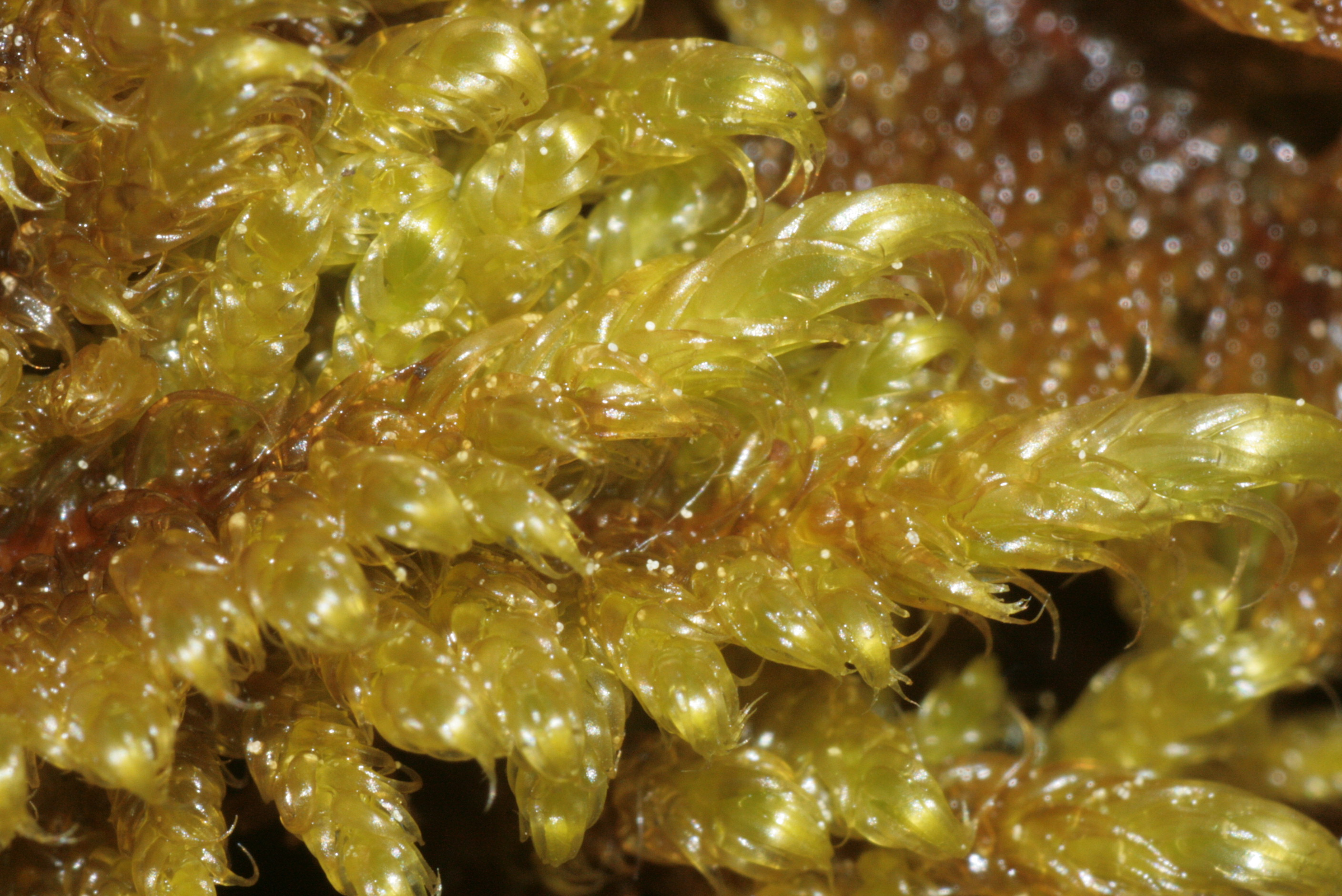
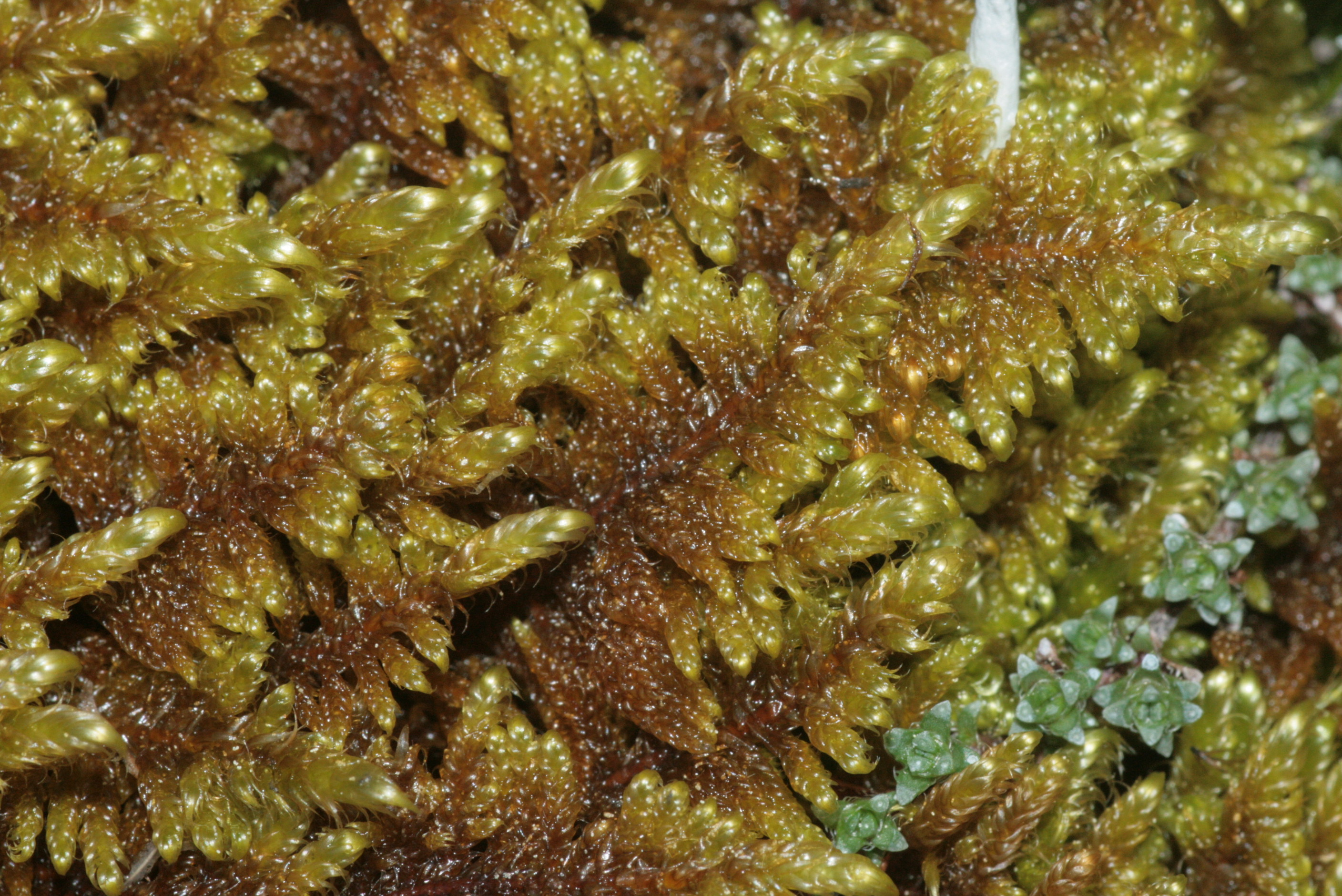
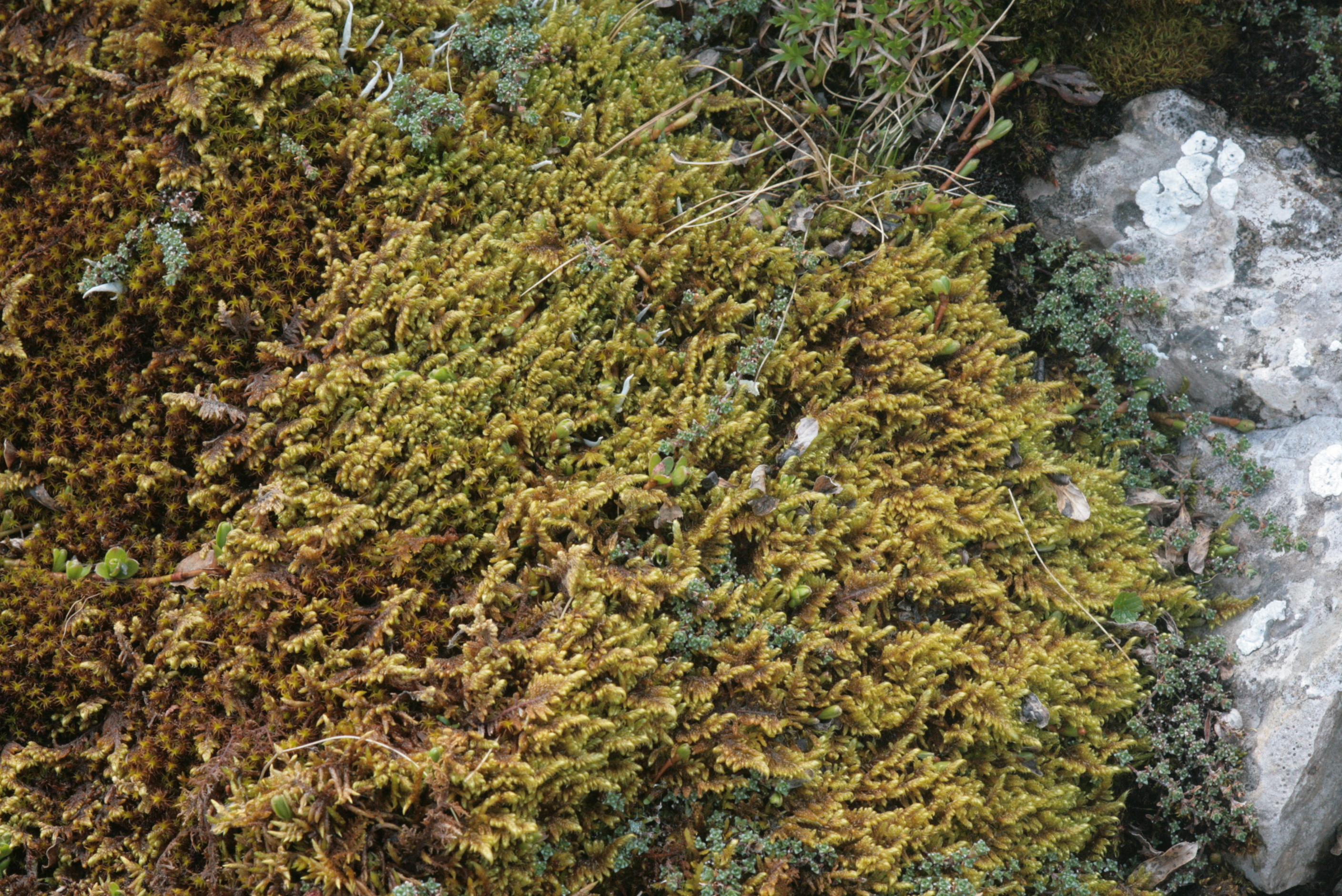
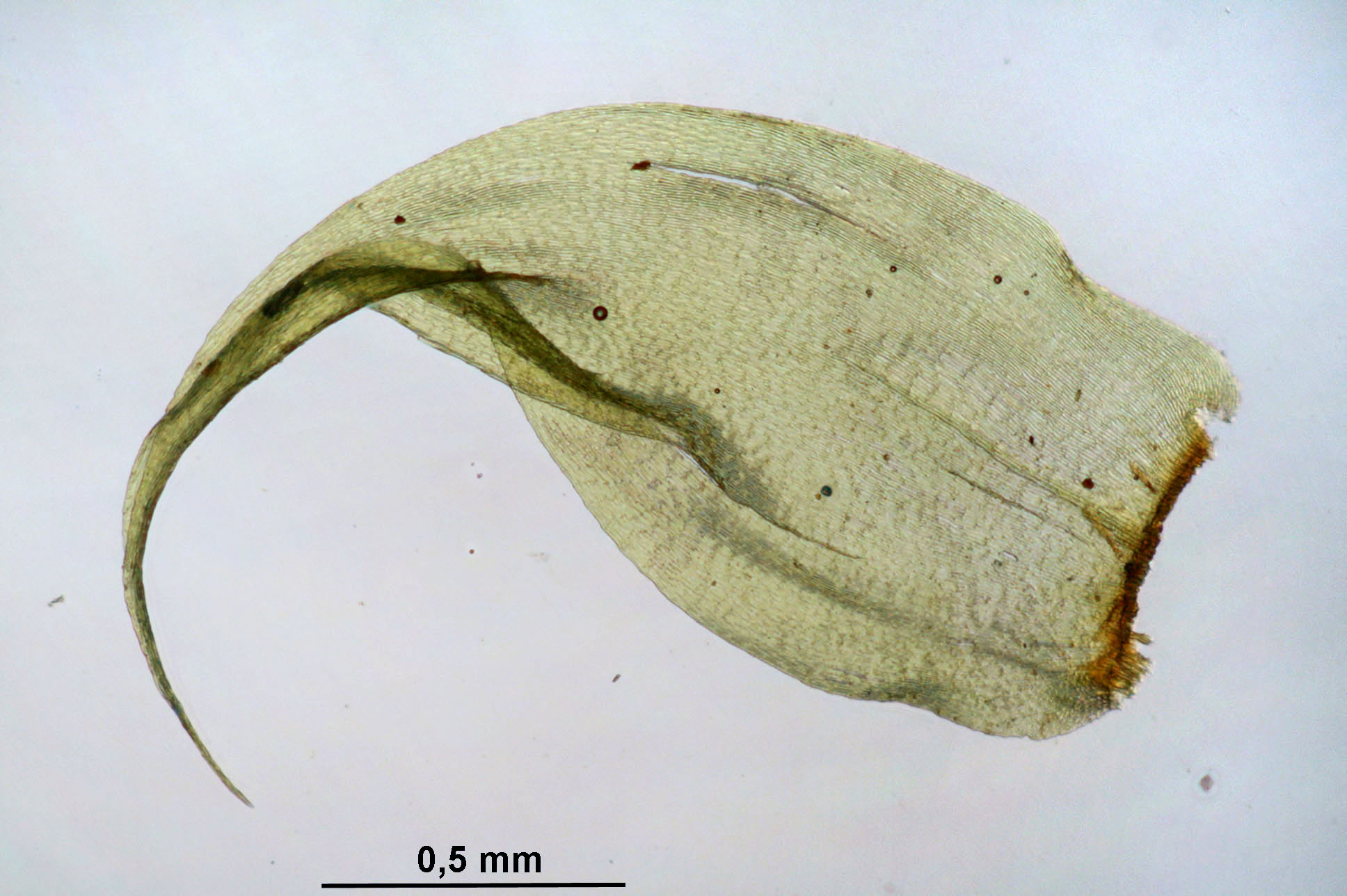